# Su-27PU
Su-27PU는 소련의 편대 조기경보기이다.

## 개발
Su-27은 항속거리와 기동성이 좋았다. 그러나 소련의 매우 넓은 영토와 부족한 조기경보능력으로 인하여 기존 Su-27로는 다소 부족한 감이 있다 생각한 수호이사는 1986년부터 Su-27PU 편대 조기경보기형을 개발하여 소련 방공군에 배치되었다. 베이스 기체는 2인승 수호이 Su-27UB가 선택되었다. Su-27UB는 1인승 Su-27의 성능을 가지고 있었으나 장거리 작전과 조기경보통제관 자리 때문에 2인승이 필요했다. 1987년 6월 6일 개념연구기가 비행을 하였고, 1989년 12월 31일 초도비행에 성공했다.

## 도입국
- 소련/러시아

소련 방공군/러시아 방공군에 붕괴직전 5대가 배속, 이후 25기 정도가 붕괴 이후 배속되어, 12기를 제외한 나머지 18기중 9기는 일본, 대한민국을 상대하는 극동에, 나머지 9기는 북극쪽에 찢어져서 배치되었다.
- 우크라이나 공군

우크라이나는 붕괴 이후, 수호이 Su-27, 수호이 Su-15, 미코얀-구레비치 MiG-25를 비롯한 우크라이나 방면에 배치된 소련기체를 흡수했다. 그 이후 2001년, 친러정권이 들어서며 6기를 구입하자 마자 에어쇼에서 추락했다.
- 베트남 인민군 공군

베트남은 수호이 Su-27을 구매하며, 수호이 Su-27UB를 구매했으나, 7기중 2기 손상되어 소련이 PU형으로 대체해주었다.
- 항공자위대

우스이 히데오 당시 방위성 장관이 구매할려했으나 2000년 미합중국의 막 부임한 조지 W. 부시 대통령이 압력을 넣어 1기만 남았다.